# El Duque Negro (Editorial Maga)
El Duque Negro fue un cuaderno de aventuras, obra del guionista Pedro Quesada y los dibujantes José Ortiz y Manuel Gago, publicado en 1958 y 1959 por la valenciana Editorial Maga. Se la considera una obra emblemática de su guionista, siendo además su favorita. Constó de 42 números ordinarios, más un almanaque en 1959.

## Trayectoria editorial
En su número 11, José Ortiz fue sustituido por Manuel Gago, quien se hizo cargo de la serie hasta su final.

## Argumento
Ambientada en la Reconquista, la serie presenta las desventuras de un héroe marcado por la desgracia, que obtiene la salvación gracias a su fe religiosa.

## Valoración
El investigador Pedro Porcel Torrens ha elogiado la perfecta construcción de su trama, que atrae por su misma exageración dramática, así como la calidad estética de los primeros diez cuadernos dibujados por José Ortiz. En esto último coincide también con Paco Baena, quien considera que "El Duque Negro" es una obra adelantada a su época.